# Carex augustini
Espèce
Classification phylogénétique
Carex augustini est une espèce de plantes du genre Carex et de la famille des Cyperaceae.